# غوستافو بيريز
غوستافو بيريز (بالإسبانية: Gustavo Pérez)‏ هو مجدف أوروغواياني، ولد في 5 أغسطس 1935 في كارميلو، أوروغواي ‏ في الأوروغواي.

## وصلات خارجية
- غوستافو بيريز على موقع الاتحاد الدولي للتجديف (الإنجليزية)
- غوستافو بيريز على موقع اللجنة الأولمبية الدولية (الإنجليزية)
- غوستافو بيريز على موقع أوليمبيديا (الإنجليزية)